# Вениамин Карипоглу
Вениамин (на гръцки: Βενιαμίν Καρίπογλου) е гръцки духовник от XVIII – XIX век, епископ на Вселенската патриаршия.

## Биография
Роден e в 1781 година в Солун, тогава Османската империя, днес Гърция, в семейството на Димитриос Карипоглу Аграфиотис. След смъртта на баща си, е ръкоположен за дякон от митрополит Герасим Солунски (1788-1810) и за свещеник от митрополит Йосиф Солунски (1810-1821) и служи като архимандрит в Солун и игумен на манастира Влатадес. На 34-годишна възраст в 1815 година той е ръкоположен за епископ на Сервия и Кожани. През 1818 година посещава Влашко. През 1819 година е посветен във Филики Етерия. По време на дългото си управление в Кожани извършва забележителна църковна, обществена и просветна дейност. На поста остава до 1849 година, когато подава оставка.
Умира през април 1851 година в Кожани от хронична астма.